# Osorkon III
Usermatra Setepenamón - Osorkon, u Osorkon III, faraón de la dinastía XXIII del antiguo Egipto desde c. 787 a 759 a. C.
Según Manetón Osojo (Julio Africano), u Osorton (Eusebio de Cesarea), fue el segundo rey de Tanis, lo llamaron Heracles, y gobernó Egipto durante ocho o nueve años.
Fue el célebre príncipe heredero Osorkon (B), sumo sacerdote de Amón. Hijo de Takelot II y la reina Karomama III Merytmut (Kitchen) [cita requerida]. 
Reinó en el Alto Egipto durante 28 años, después de derrotar a las fuerzas rivales de Padibastet y Sheshonq IV que se habían resistido tenázmente a la autoridad de su padre. 
Osorkon gobernó los últimos cinco años de su reinado en corregencia con su hijo, Takelot III, según la inscripción n.º 13 del nilómetro de Karnak.
El príncipe Osorkon compuso un documento denominado la "Crónica", inscrito en el pórtico Bubastita de Karnak, consistente en un conjunto de textos que narran sus actividades en Tebas. 
La titulatura de Osorkon III era: Usermaatra Setepenamón, Osorkon Saast Meryamón, Necher-Heqauaset (von Beckerath: Cronología p. 194)

## Titulatura
| Titulatura | Jeroglífico | Transliteración (transcripción) - traducción - (referencias) |

| G5 |

| G5 |

| E2 · D40 | m | N28 | R19 |

| E2 · D40 | m | N28 | R19 |

| E2 · D40 | m | N28 | R19 |

| E2 · D40 | m | N28 | R19 |

| G5 |

| G5 |

| E2 · D40 | m | N28 | R19 |

| E2 · D40 | m | N28 | R19 |

| E2 · D40 | m | N28 | R19 |

| E2 · D40 | m | N28 | R19 |

| G16 |

| G16 |

|  |

| G16 |

| G16 |

|  |

| G8 |

| G8 |

|  |

| G8 |

| G8 |

|  |

| N5 | F12 | C10 | M17 | mn · n | U21 · n |

| N5 | F12 | C10 | M17 | mn · n | U21 · n |

| N5 | F12 | C10 | M17 | mn · n | U21 · n |

| N5 | F12 | C10 | M17 | mn · n | U21 · n |

| N5 | F12 | C10 | M17 | mn · n | U21 · n |

| N5 | F12 | C10 | M17 | mn · n | U21 · n |

| N5 | F12 | C10 | M17 | mn · n | U21 · n |

| N5 | F12 | C10 | M17 | mn · n | U21 · n |

| N5 | F12 | C10 | M17 | mn · n | U21 · n |

| N5 | F12 | C10 | M17 | mn · n | U21 · n |

| N5 | F12 | C10 | M17 | mn · n | U21 · n |

| N5 | F12 | C10 | M17 | mn · n | U21 · n |

| N5 | F12 | C10 | M17 | mn · n | U21 · n |

| N5 | F12 | C10 | M17 | mn · n | U21 · n |

| N5 | F12 | C10 | M17 | mn · n | U21 · n |

| N5 | F12 | C10 | M17 | mn · n | U21 · n |

| M17 | Y5 · N35 | U6 | H8 · Z1 | Q1 | V4 | Aa18 | M17 | D21 · V31 · n |

| M17 | Y5 · N35 | U6 | H8 · Z1 | Q1 | V4 | Aa18 | M17 | D21 · V31 · n |

| M17 | Y5 · N35 | U6 | H8 · Z1 | Q1 | V4 | Aa18 | M17 | D21 · V31 · n |

| M17 | Y5 · N35 | U6 | H8 · Z1 | Q1 | V4 | Aa18 | M17 | D21 · V31 · n |

| M17 | Y5 · N35 | U6 | H8 · Z1 | Q1 | V4 | Aa18 | M17 | D21 · V31 · n |

| M17 | Y5 · N35 | U6 | H8 · Z1 | Q1 | V4 | Aa18 | M17 | D21 · V31 · n |

| M17 | Y5 · N35 | U6 | H8 · Z1 | Q1 | V4 | Aa18 | M17 | D21 · V31 · n |

| M17 | Y5 · N35 | U6 | H8 · Z1 | Q1 | V4 | Aa18 | M17 | D21 · V31 · n |

| M17 | Y5 · N35 | U6 | H8 · Z1 | Q1 | V4 | Aa18 | M17 | D21 · V31 · n |

| M17 | Y5 · N35 | U6 | H8 · Z1 | Q1 | V4 | Aa18 | M17 | D21 · V31 · n |

| M17 | Y5 · N35 | U6 | H8 · Z1 | Q1 | V4 | Aa18 | M17 | D21 · V31 · n |

| M17 | Y5 · N35 | U6 | H8 · Z1 | Q1 | V4 | Aa18 | M17 | D21 · V31 · n |

| M17 | Y5 · N35 | U6 | H8 · Z1 | Q1 | V4 | Aa18 | M17 | D21 · V31 · n |

| M17 | Y5 · N35 | U6 | H8 · Z1 | Q1 | V4 | Aa18 | M17 | D21 · V31 · n |

| M17 | Y5 · N35 | U6 | H8 · Z1 | Q1 | V4 | Aa18 | M17 | D21 · V31 · n |

| M17 | Y5 · N35 | U6 | H8 · Z1 | Q1 | V4 | Aa18 | M17 | D21 · V31 · n |

| Predecesor: Sheshonq IV | Faraón Dinastía XXIII | Sucesor: Takelot III |

- Datos: Q515584
- Multimedia: Osorkon III / Q515584